# يونس نوري
يونس نوري (واسمهًُ الكامل يونس حاج سليمان أوغلو سليمانوف، 23 يناير 1878، يريفان - 5 يناير 1950 ، يريفان) - الممثل السوفيتي الأذربيجاني. ويعتبر أحد مؤسسي مسرح يريفان أذربيجان.

## سيرته ذاتية
ولد يونس حاج سليمان أوغلو سليمانوف في 23 يناير عام 1878 في يريفان.
بدأ العزف في المسرح عام 1896 في يريفان وحتى نهاية حياته عمل في مسرح يريفان في أذربيجان.
لعب يونس نوري أدوارًا مثل حاجي قارا ("حاجي قارا" ، ميرزا فتالي أخوندوف)، سلطان باي ("أرشين مال آلان" ، عزير حاجبايوف)، طبيب ("طبيب لا إراديًا" جان بابتيست موليير)، أتاكيشي، ألله فيردي ("سيفيل"، "1905"، جعفر جبارلي)، جيكو ("بيبو" ، غبريال صندوكيان)، الشيخ نصر الله ("الموتى" ، جليل محمد الزادة) وغيرهم، كما لعب يونس نوري في السينما. لعب دور البطولة في أفلام مثل "خاص دفع" و "زانجيزور" و "صيادي سيفان" و "أنايت".
توفي يونس نوري في 5 يناير 1950 في يريفان.